# André Bonnard
André Bonnard (* 16. August 1888 in Lausanne; † 18. Oktober 1959 ebenda) war ein Schweizer Gräzist und Professor für griechische Sprache und Literatur an der Universität Lausanne.

## Leben
Bonnard entstammte einer Familie der protestantischen Bourgeoisie seiner Heimatstadt Lausanne, sein Vater Jean war Lehrer. Er studierte an der Faculté des Lettres der dortigen Universität und an der Sorbonne in Paris. Nach der Licence ès lettres unterrichtete er von 1910 bis 1915 an einer Schule in Mülhausen, dann in Rolle und von 1915 bis 1928 am Collège und am Gymnase classique von Lausanne. 1928 wurde er ohne Promotion zum Professor für griechische Sprache und Literatur an der Faculté des Lettres der Universität Lausanne ernannt, eine Stellung, die er bis 1957 innehatte. Von 1932 bis 1934 und von 1942 bis 1944 war er zugleich Doyen der Faculté des Lettres.
Unter dem Eindruck der Schrecken des Ersten Weltkrieges wurde Bonnard zum Pazifisten und er bewunderte am Ende des Zweiten Weltkrieges die Erfolge der Roten Armee, was ihn veranlasste, in der Sowjetunion die Verwirklichung seiner humanistischen und pazifistischen Ideale zu sehen. Sein Lob der sowjetischen Literatur im Jahr 1948 machte ihn den Schweizer Obrigkeiten gegenüber verdächtig, so dass er jahrelang überwacht wurde. 1949 wurde er zum Vorsitzenden des prosowjetischen Mouvement suisse des partisans de la paix und zum Mitglied des Conseil mondial de la paix gewählt. 1952 wurde er verhaftet, als er sich zum Kongress von Berlin begab, und des Landesverrats zugunsten der Sowjetunion angeklagt. 1954 fand der Prozess statt, der mit einer leichten Strafe endete: fünfzehn Tage mit Bewährung. Schließlich musste er seinen Lehrstuhl vor dem Ende seiner Laufzeit aufgeben, ohne das übliche Honorariat (die Professur ehrenhalber) zu erhalten. Heute heißt ein kleiner Platz in der Nähe der Ancienne Académie nach ihm (seit 1992), ebenso ein Auditorium der Université de Lausanne in Dorigny (seit 2004).
Bonnard war seit 1912 mit Alice Wütherich verheiratet; die Ehe blieb kinderlos.

## Werk
Monographien
Hauptwerke Bonnards sind Les dieux de la Grèce (1944), La tragédie et l’homme (1950) und Civilisation grecque in drei Bänden (1954–1959). Les dieux de la Grèce sind eine mythographische, ausschließlich auf antiken Texten basierende Darstellung der wesentlichen Götter Griechenlands in ihrer Beziehung zum Menschen.
La tragédie et l’homme analysiert die Antigone des Sophokles, den Prometheus des Aischylos und den Hippolytos des Euripides aus humanistischer Perspektive: Bonnard geht dem aktuellen Sinn der Tragödie nach, „die voll von Saatgut ist, das ihr erster Autor noch nicht kannte“. Bei den Dichtern will er „das suchen, was ihr Wort für uns geworden ist“; daraus ergibt sich ihm eine subtile Analyse des „tragischen Vergnügens“, des Mutes und der Hoffnung, welche die griechischen Tragödien unserer Reflexion vorlegen.
Civilisation grecque, das Opus magnum Bonnards, ist ein Werk für das allgemeine Publikum. Es stellt die Synthese seines Denkens über den Menschen, die Kultur und die Kunst dar. Bonnard sah im Griechenland von Homer bis Epikur einen herausragenden Moment, in dem die Menschheit zu ihrer tiefen Freude eine seltene Vollkommenheit erreicht. Bonnard spricht die Sklaverei, die Lage der Frauen, die technischen Erfindungen, die alexandrinische Wissenschaft an, selbst wenn die literarischen Themen (die epische Dichtung, Tragödie und Komödie, Geschichtsschreibung, Philosophie, archaische und alexandrinische Dichtung) den wesentlichen Gegenstand der einzelnen Kapitel ausmachen. Das Werk wurde häufig wiederaufgelegt (darunter in zwei Taschenbuchausgaben) und in zwölf Sprachen übersetzt.
Übersetzungen
Bonnard ist zudem für seine Übersetzungen griechischer Tragödien bekannt. Diese waren nicht für Fachkollegen, sondern für den allgemeinen Leser und den Dramaturgen bestimmt. Sie orientieren sich an Racine und Giraudoux. Sie wurden vielfach inszeniert, in Lausanne selbst, aber unter anderem auch im antiken Theater von Orange (1938, 1959), an der Comédie-Française (1947–1953) und am Théâtre de l’Odéon in Paris (1942–43, 1973–74). Bonnard hat auch die Gedichte der Sappho übersetzt, unter Beifügung einer Studie (1948), und die des Archilochos (1958) sowie Auszüge aus Prosaschriftstellern: Socrate selon Platon (1945) und Découverte du monde d’Hérodote (1951).

## Auszeichnung
1955 erhielt er in Wien den Internationalen Stalinpreis für die Festigung des Friedens zwischen den Völkern.

## Schriften (Auswahl)
- Les dieux de la Grèce. Mythologie classique illustrée. Éditions Mermod, 1944.
- Socrate selon Platon. 1945; Nachdruck Éditions de l’Aire, Vevey 1996.
- La poésie de Sapho, 1948; Nachdruck Éditions de l’Aire, Vevey 1996.
- La tragédie et l’homme. Études sur le drame antique. Baconnière, 1950.
- Découverte du monde d’Hérodote. 1951.
- Archiloque, Fragments. Texte établi par François Lasserre, traduit et commenté par André Bonnard (Collection des Universités de France). Les Belles Lettres, Paris 1958.
- Civilisation grecque. 3 Bde. 1954–1959. Nachdruck Éd. Complexe, Bruxelles, Paris 1991; Vorwort von Marcel Detienne; Éditions de l’Aire, Vevey 2011.
- Übersetzungen des Aischylos (Prométhée enchaîné, 1928; Agamemnon, 1952), des Sophokles (Antigone, 1938; Œdipe Roi, 1946) und des Euripides (Iphigénie à Aulis, 1942; Alceste, 1948).
- J’ai pris l’humanisme au sérieux. Nachdruck Éditions de l’Aire, Vevey 1991 (Aufsatzsammlung)